# Legacies
Legacies is een Amerikaanse fantasy-dramaserie bedacht door Julie Plec. De serie werd voor het eerst uitgezonden op 25 oktober 2018 op The CW.

## Verhaal
De serie volgt Hope Mikaelson, de dochter van Klaus Mikaelson en Hayley Marshall, die afstamt van enkele van de meest krachtige vampieren, weerwolf- en heksenbloedlijnen. Twee jaar na de gebeurtenissen in The Originals woont de 17-jarige Hope de Salvatore School for the Young and Gifted bij. De school biedt een toevluchtsoord waar bovennatuurlijke wezens kunnen leren hun vermogens en impulsen te beheersen.

## Rolverdeling

### Vaste personages en acteurs
- Danielle Rose Russell - Hope Mikaelson
- Aria Shahghasemi - Landon Kirby
- Kaylee Bryant - Josie Saltzman
- Jenny Boyd - Lizzie Saltzman
- Quincy Fouse - Milton "MG" Greasley
- Peyton Alex Smith - Rafael Waithe
- Matthew Davis - Alaric Saltzman

### Dikwijls terugkerende personages en acteurs
- Demetrius Bridges - Dorian Williams
- Lulu Antariksa - Penelope Park
- Karen David - Emma Tig
- Chris Lee - Kaleb
- Ben Levin - Jed
- Nick Fink - Ryan Clarke